# Višňová (Boemia meridionale)
Višňová è un comune della Repubblica Ceca facente parte del distretto di Jindřichův Hradec, in Boemia Meridionale.